# رابطة أصدقاء الموسيقى

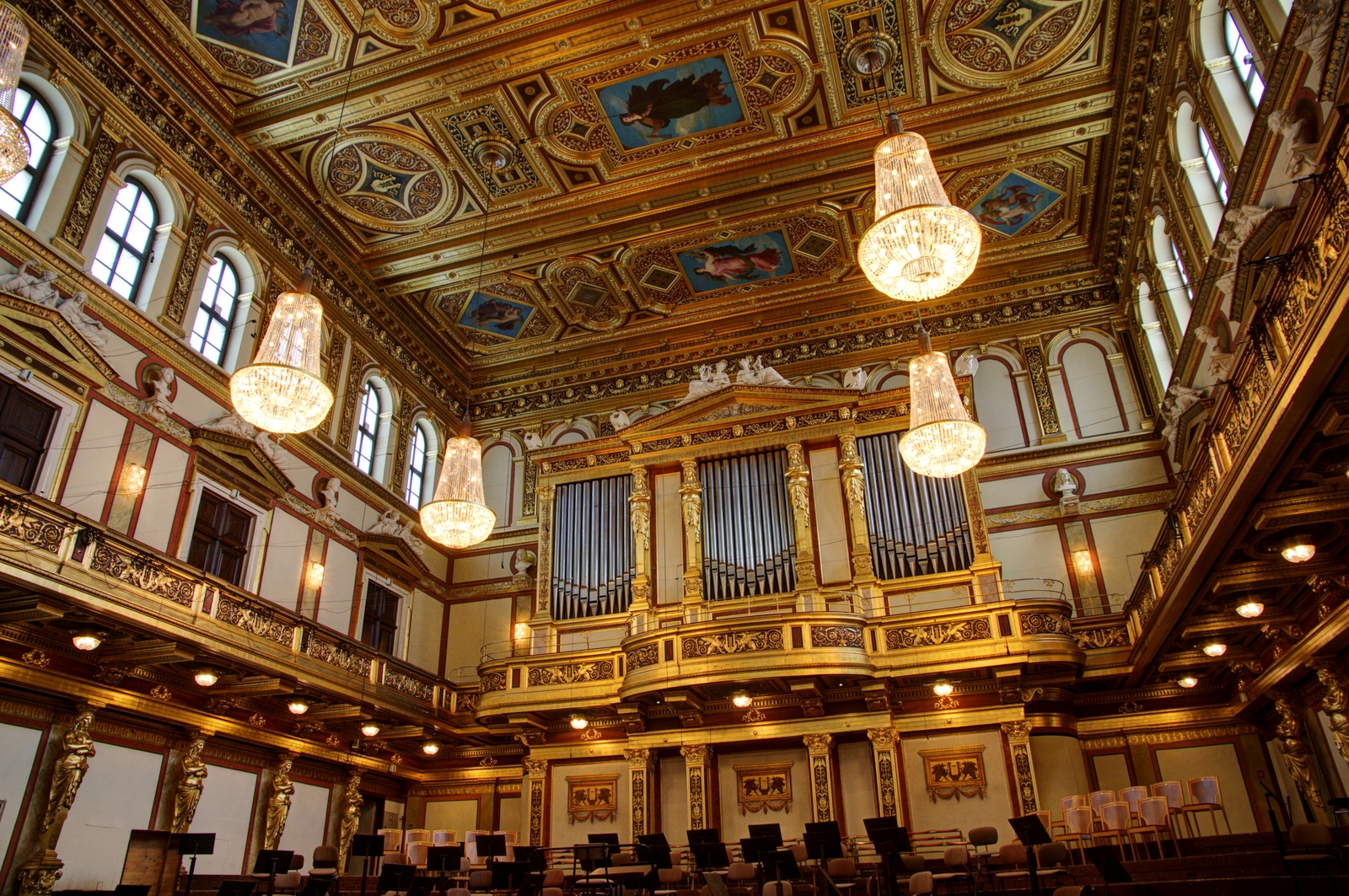
القاعة الكبرى في موزيكفيرأين

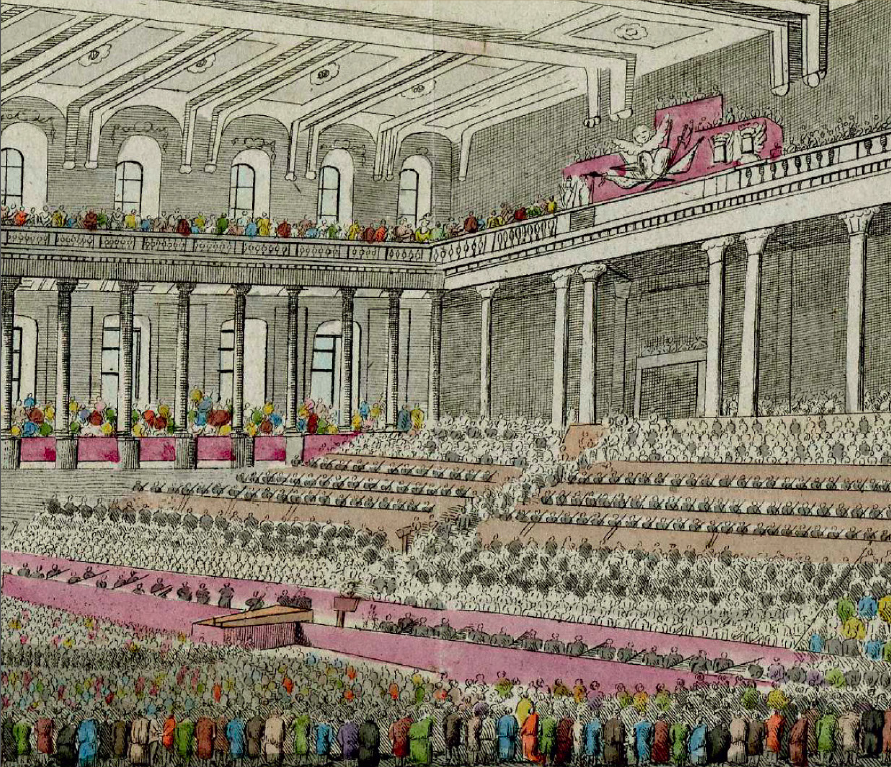
أول حفل موسيقي عام 1812، عيد الإسكندر

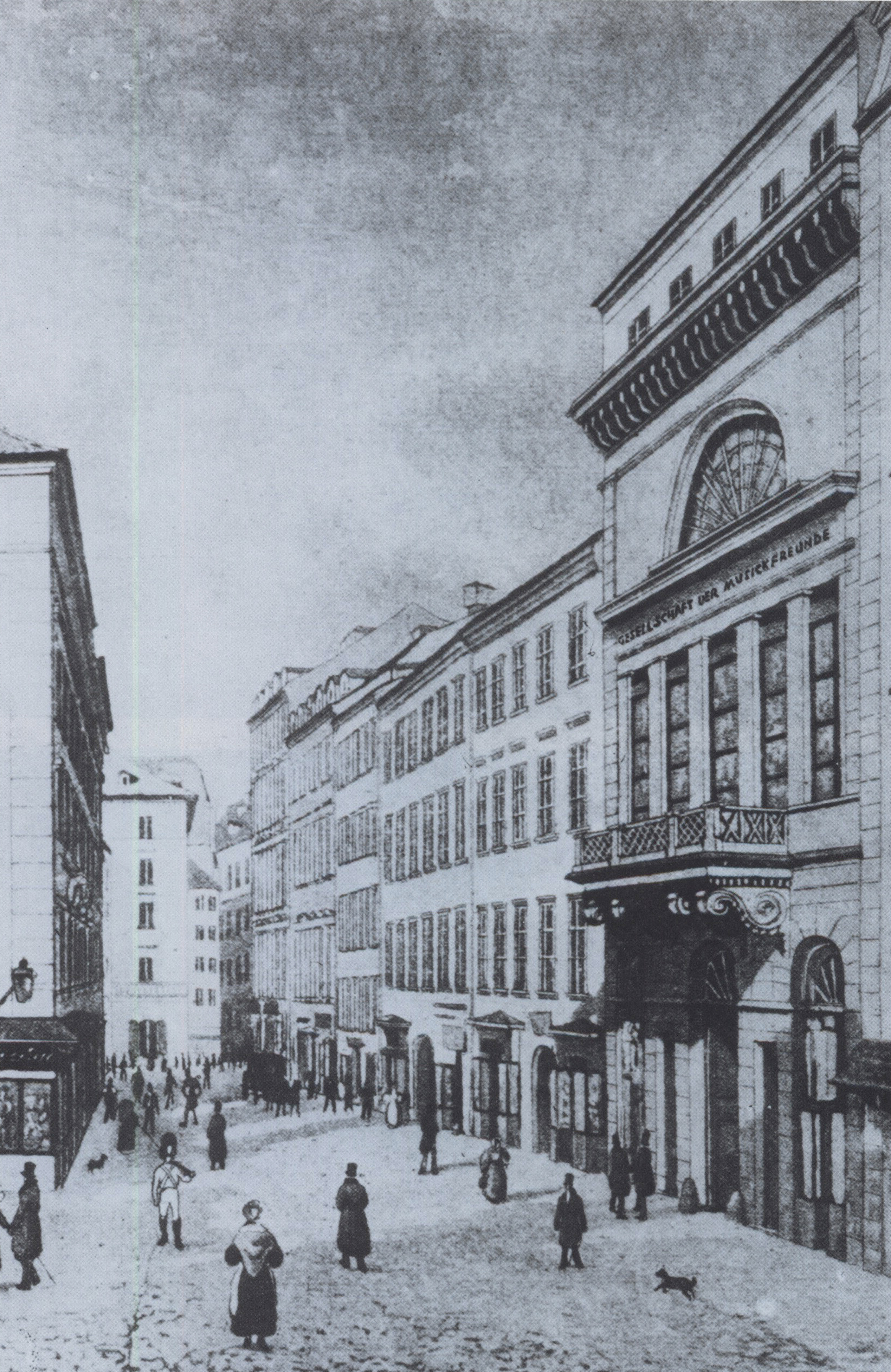
مبنى موزيكفيرأين (1831-1870) في شارع توشلاوبن

رابطة أصدقاء الموسيقى (بالألمانية: Gesellschaft der Musikfreunde in Wien)، المعروفة أيضًا باسم موزيكفيرأين (بالألمانية: Musikverein)، في عام 1812 من قبل جوزيف زونيثنر، الأمين العام لمسرح المحكمة في فيينا، النمسا.

## نبذة
ينص ميثاقها الرسمي، الذي تمت صياغته في عام 1814، على أن الغرض من الرابطة هو الترويج للموسيقى من جميع جوانبها. في أوائل عام 1818، تم رفض فرانز شوبرت لعضوية رابطة أصدقاء الموسيقى كموسيقي محترف، وهو الشيء الذي ربما عزز مسيرته الموسيقية.
حققت الرابطة أهدافها من خلال رعاية الحفلات الموسيقية، وتأسيس معهد فيينا الموسيقي في عام 1819، وتأسيس Wiener Singverein في عام 1858، وبناء مبنى موزيكفيرأين في عام 1870، ومن خلال جمع وثائق تاريخ الموسيقى الجديرة بالملاحظة وحفظها بشكل منهجي. إنه الآن أحد أرشيفات الموسيقى الرائدة في العالم.
كان كارل هيسلر أول مدير موسيقي، وتبعه أنطون روبنشتاين (عين عام 1871) ويوهانس برامز (عين عام 1872). من بين مديري الموسيقى البارزين الآخرين فيلهلم فورتوانجلر، هربرت فون كاراجان وجوستاف مالر. وقد شملت العضوية في غزلشافت من يكون هو الذي يعد من الشخصيات الموسيقية البارزة في القرنين 19 و 20، بما في ذلك الملحنين والموزعين، والعازفين.

## روابط خارجية
- Gesellschaft der Musikfreunde - الموقع الرسمي
- موقع أرشيف Gesellschaft der Musikfreunde
- يوهانس برامز: الحياة والرسائل - اختارها Styra Avins وشرحها. مطبعة جامعة أكسفورد، 2001، ص. 419.